# Rosita Kleinpeter
Rosita Kleinpeter (geborene Kühn; * 15. März 1951 in Schmiedefeld am Rennsteig) ist eine ehemalige Funktionärin der Freien Deutschen Jugend (FDJ) und der Sozialistischen Einheitspartei Deutschlands (SED).

## Leben
Rosita Kleinpeter war als Lehrkraft an einer Unterstufe tätig und fungierte ab 1971 als Freundschaftspionierleiter. Von 1973 bis 1974 absolvierte sie ein Studium an der Hochschule des Komsomol in Moskau. Im Anschluss daran fungierte sie bis 1978 als Vorsitzende der Pionierorganisation Ernst Thälmann sowie als Sekretärin der FDJ-Bezirksleitung Suhl. Im Zeitraum von 1978 bis 1980 fungierte sie als erste Sekretärin der FDJ-Bezirksleitung Suhl.  Im Jahr 1979 wurde sie in das Sekretariat der Bezirksleitung der SED Suhl gewählt. Von 1980 bis 1985 war Rosita Kleinpeter im Zentralrat der FDJ tätig, wo sie die Funktion der Abteilungsleiterin der FDJ sowie die des stellvertretenden Vorsitzenden der Pionierorganisation Ernst Thälmann innehatte. Im Jahr 1988 wurde sie zur Vorsitzenden der Frauenkommission der Bezirksleitung der SED Suhl ernannt.
Rosita Kleinpeter ist seit 1976 mit Gerhard Kleinpeter (* 1944) verheiratet. Das Paar hat eine Tochter Nadja (* 1977).

## Auszeichnungen
- Artur-Becker-Medaille in Silber
- 1985 Vaterländischer Verdienstorden in Bronze[6]